# ギリシャワイン

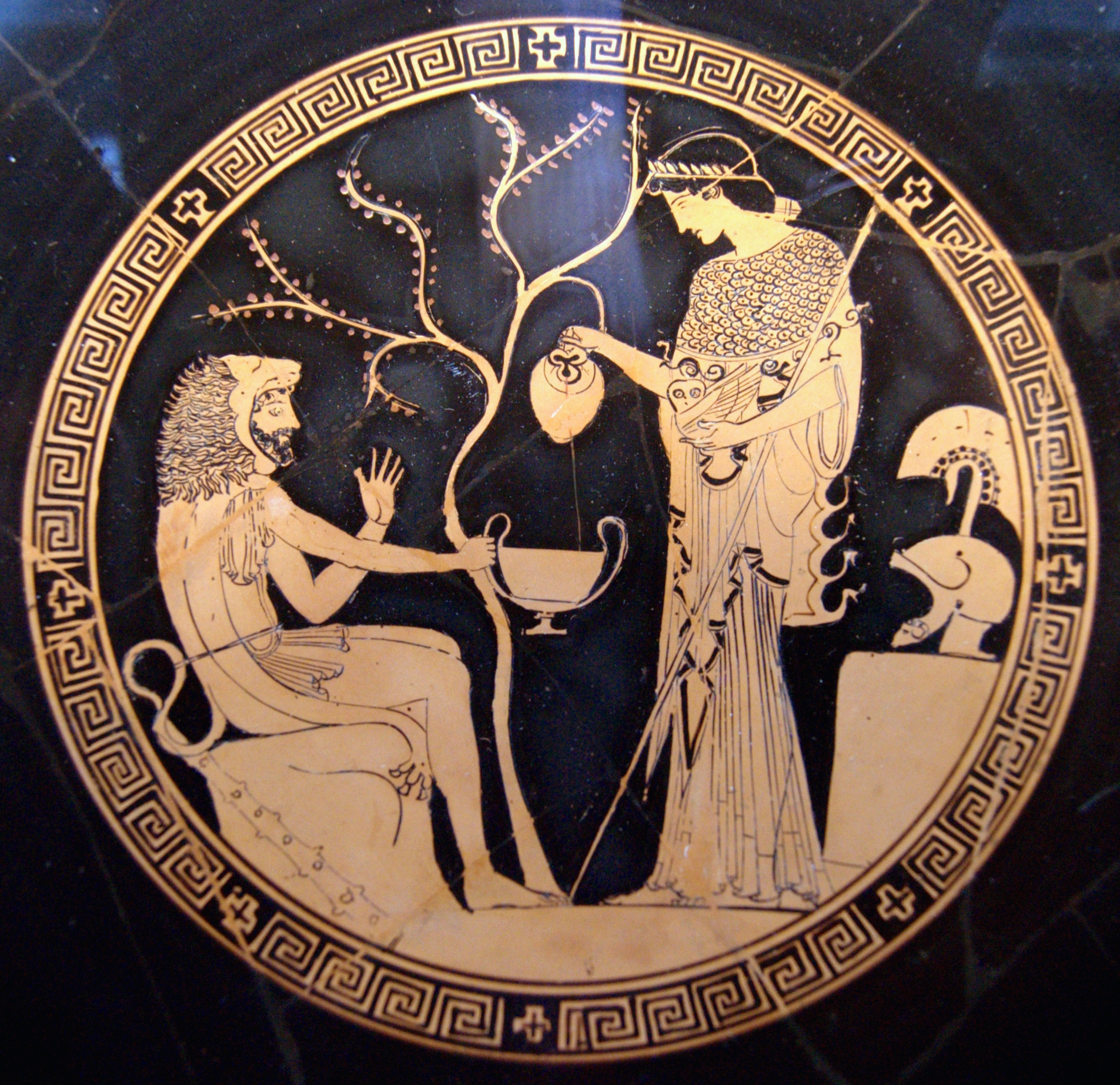
ヘラクレスとアテナ

ギリシャワイン（英: Greek wine）は、ギリシャ共和国で生産されるワインである。ワインは、ギリシャ語で Κρασί（クラシ） あるいは οίνος（現代音でイノス、古典音でオイノス）と言う。
ギリシャは、世界で最も古いワイン生産国の一つである。古代ギリシアは、ワインの歴史の上で重要な役割を果たした。特権階級の飲み物であったワインが庶民に広まったのはエーゲ海の諸島が最初と考えられている。ワインはここからギリシャ本土やイタリア半島などへ普及していった。ギリシャワインは酸味が豊かなものが多い。

## 概要

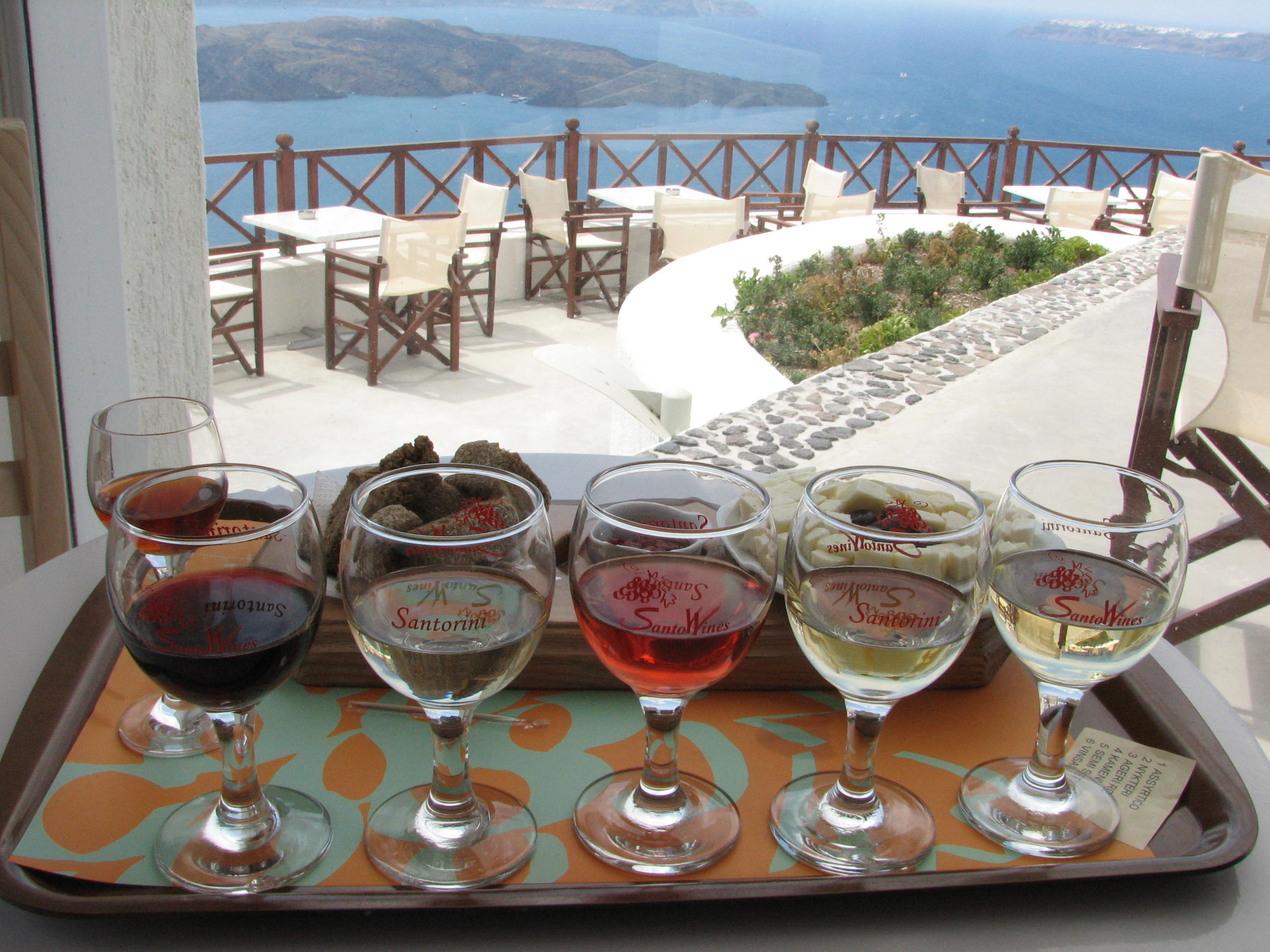
サントリーニ島のワイン

ギリシャ共和国の気候は、ブドウ栽培にとっては暑すぎる、乾燥しすぎる、突然の暴風があるなどの難点があるが、高原や北側の斜面での栽培などにより成功している。
3500年の伝統があるサントリーニ島にはフィロキセラ（ブドウネアブラムシ）の害がない。サモス島ではカトリック教会が聖餐用の甘口ワインを生産し、その生産権利がサモス県に譲渡されるなどした。ギリシャは生食用ブドウと干しブドウの生産も盛んである。食用として知られるマスカットは、ギリシャではワインの主要品種のひとつである。
ギリシャワインのボトルのラベルは、商品名だけギリシャ文字で生産地やブドウ品種がラテン文字の場合や、全てラテン文字の場合がある。また、生産地はギリシャ語に英語やフランス語が併記されることが多く、ギリシャ語が省かれることもある。

## 歴史

### 古代から中世へ

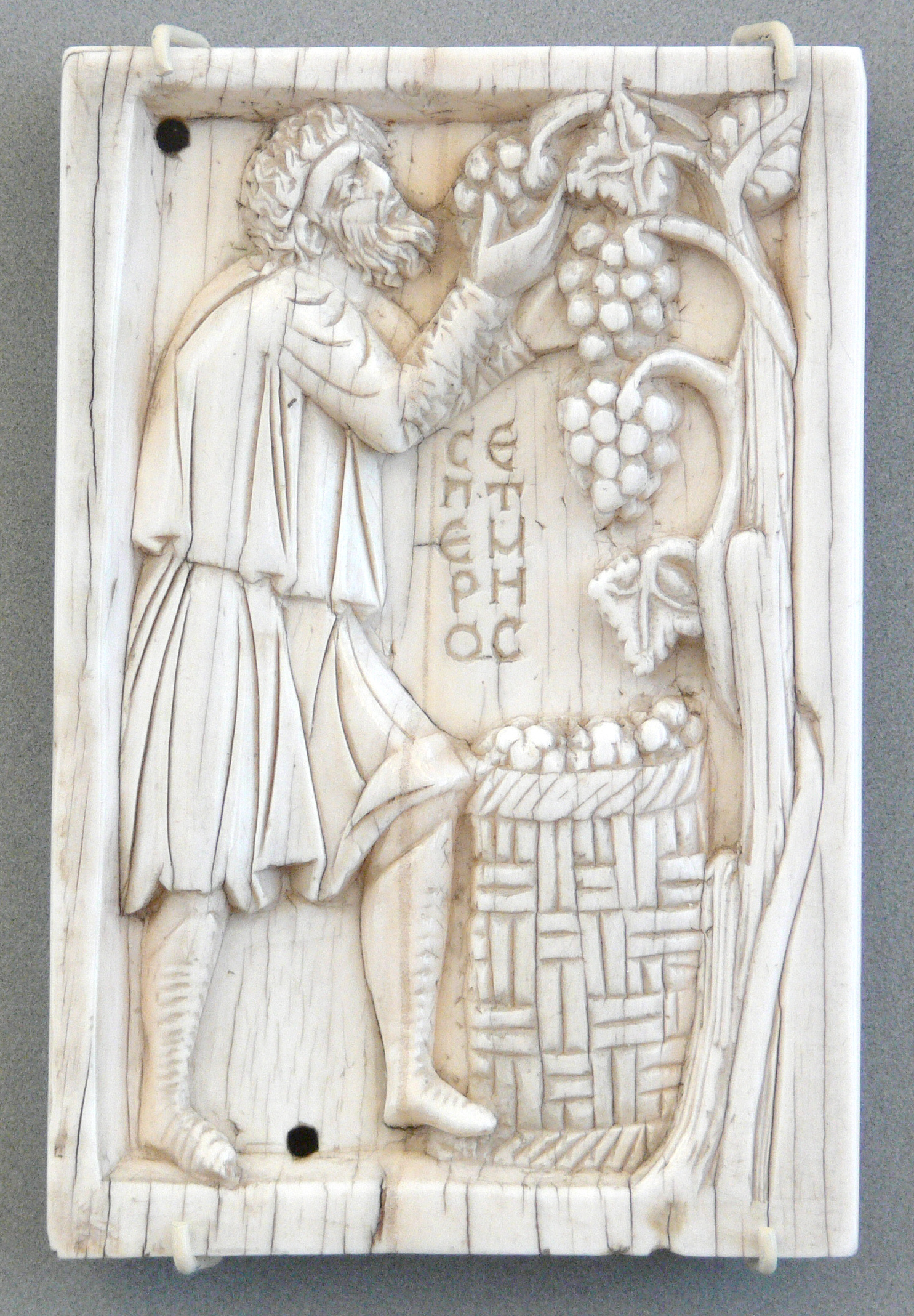
ビザンツ時代のレリーフ

ワイン造りは、フェニキア人の手によって、オリエントから古代ギリシア世界へ伝播した。その時期は紀元前2000年頃であるとされる。当時、ワインは水割りの形で嗜まれた。現在ギリシャ語で「ワイン」を指す κρασί という語は、「混合」を意味している。古代ギリシア世界では盛んにワイン醸造が行われ、ギリシャ人の活動とともに地中海に広まった。古代、ワインなどの運搬・保存に用いられた陶器がアンフォラである。タソス島の博物館には紀元前4世紀のものとされる、生産者と役人の名が刻印されたアンフォラがある。
ローマ帝国の支配下（紀元前146年 - 紀元後330年）、修道院でブドウが栽培された。東ローマ帝国時代（331年 - 1453年）を通じて、ワインは生産されていた。
オスマン帝国の支配下（1454年-1821年）ではワイン生産は停滞気味だった。

### 現代
1960年代、ハルキディキに拠点を置くワインメーカー、ドメーヌ・ポルト・カラス（Κτήμα Πόρτο Καρράς, Domaine Porto Carras）で先駆的な革新があった。
1971年、ギリシャ農務省はワイン保護のための法を制定し、ギリシャで最初の原産地呼称としてナウサ（Νάουσα / Naoussa, Naousa）が認定された。1981年にギリシャが欧州連合に加盟し、EUのワイン法が導入されるとともに、投資の拡大とともに技術が向上した。1985年には外国で勉強した栽培学者と醸造学者の帰国組によって新時代を開けた。2007年、ドデカネス諸島最大の島・ロドス島で世界最優秀ソムリエコンクールが開催された。

## ギリシャワイン法による4つの分類
ギリシャのワイン法では、ワインを4種類に格付け分類している。上から順に、
- オパプ（O.P.A.P.） - 高品質のワイン
- オペ（O.P.E.） - 高品質の甘口ワイン
- トピコス・イノス - ヴァン・ド・ペイ（地ワイン）
- エピトラペジオス・イノス - テーブルワイン

である。

### O.P.A.P.

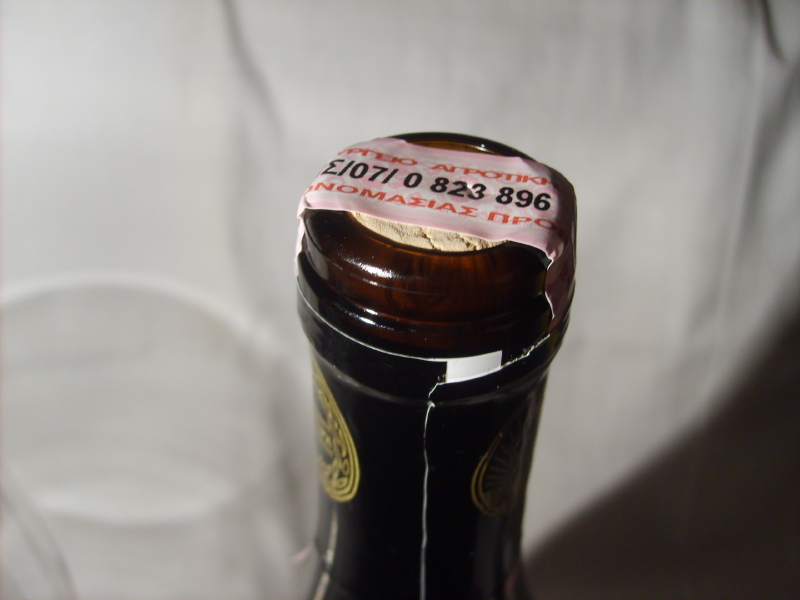
O.P.A.P.認定ワインの封印

O.P.A.P.（ギリシア語: Ο.Π.Α.Π.、オパプ）は、高品質の「原産地呼称ワイン」（V.Q.P.R.D.）。オノマシア・プロエレフシス・アノテラス・ピオティタス（Ονομασίας Προέλευσης Ανώτερης Ποιότητας / Onomasia Proelefsis Anoteras Piotitas ; 英: Appellation of Origin of High Quality）の略である。
ギリシャで最初にO.P.A.P.に認定されたのは、1971年指定の「O.P.A.P.ナウサ」である。O.P.A.P.に認定された産地の70％は、古代からの伝統を持つワイン産地である。
熟成具合により、レゼルヴとグランド・レゼルヴの表示が可能となる。
- Reserve（ギリシャ文字化の例: Ρεσερβε レゼルブ）の白は2年熟成、赤は3年熟成。
- Grand Reserve（ギリシャ文字化の例: Γρανδ Ρεσερβε グランド・レゼルブ）の白は3年熟成、赤は4年熟成。

### O.P.E.
O.P.E.（ギリシア語: Ο.Π.Ε.、オペ）は、甘口ワインとデザートワインに関しての「原産地呼称ワイン」（V.Q.P.R.D.）。オノマシア・プロエレフシス・エレフォメニ（Ονομασίας Προελεύσεως Ελεγχόμενης / Onomasia Proelefsis Elechomeni ; 英: Appellation of Controlled Origin）の略である。
原料となるブドウは、マスカット種とマヴロダフネ種限定。マスカット（白ブドウ）から甘口白ワインおよびデザートワインの白、マヴロダフネ（黒ブドウ）からは甘口赤ワインが生産される。ものによっては、ワイン1000ml中180gの残糖があり、ワインとしてかなり甘口となる。

### トピコス・イノス
トピコス・イノス（Τοπικός Οίνος / Topikos Oinos）はヴァン・ド・ペイ（地ワイン）に相当する。

### エピトラペジオス・イノス

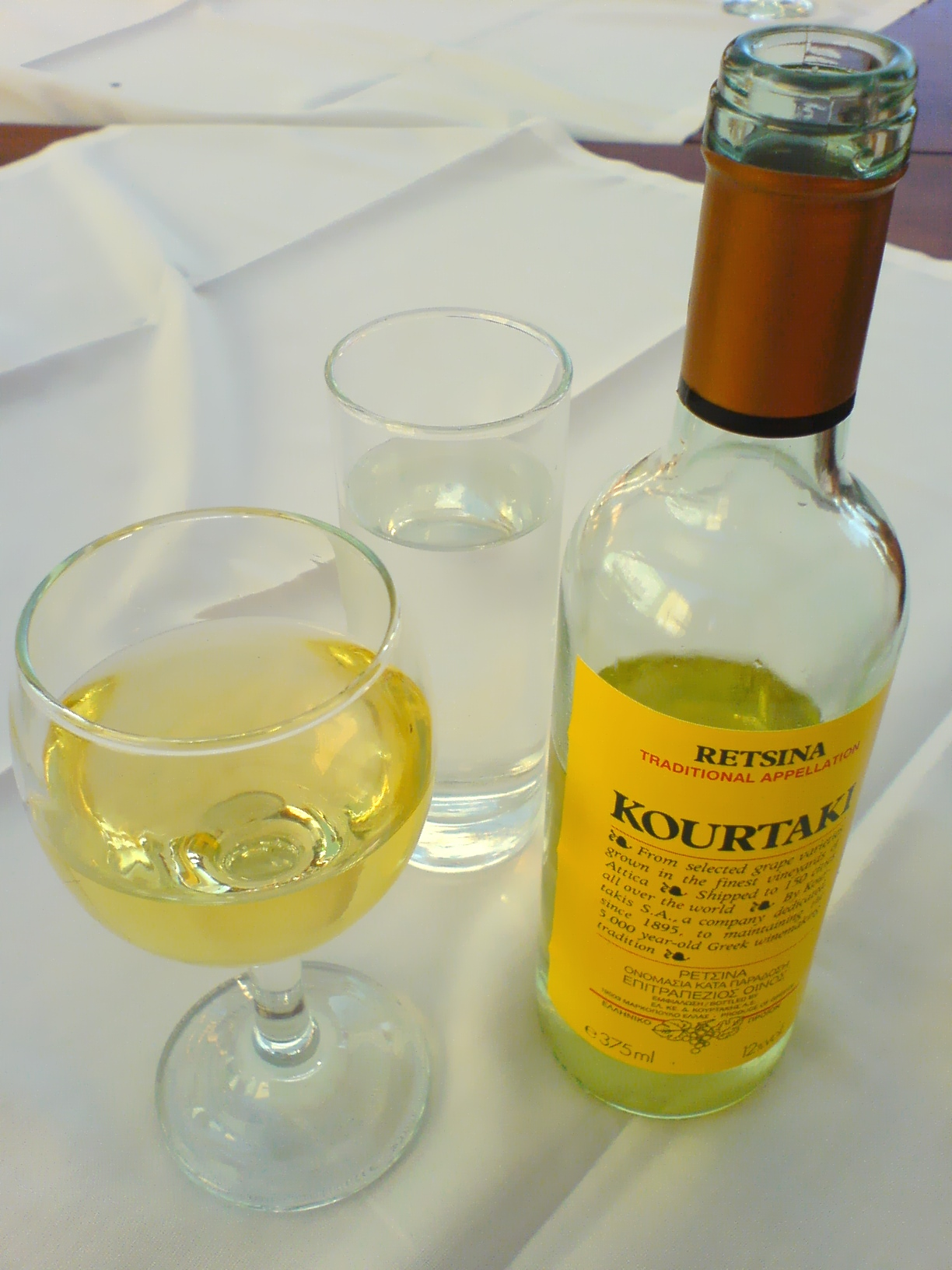
クルタキ社のレツィーナ

エピトラペジオス・イノス（Επιτραπέζιος οίνος / Epitrapezios Oinos）は、テーブルワインに相当する。エピトラペジオス・イノスはさらに、一般テーブルワイン、カヴァ、伝統的アペラシオンに分類される。
一般テーブルワイン
一般テーブルワイン（狭義のエピトラペジオス・イノス）は、一般的な日常消費用のテーブルワインである。
カヴァ
カヴァ（Κάβα / Cava）は、 熟成させたテーブルワイン。白は2年以上セラーもしくは樽で熟成。赤は3年以上セラーで熟成。異なる品種によるワインをブレンドして熟成。スペインのCavaとは別のワインである。
伝統的アペラシオン
伝統的アペラシオンには、ギリシャ特有の白ワイン（一部はロゼワイン）が含まれる。
- レツィーナ（Ρετσίνα / Retsina、レッチーナとも）は、 ギリシャ特有の白ワイン。サバティアノ種の白ブドウを主に使用しており、醸造工程中のブドウジュース（ムスト）に松脂を入れることで、独特の香りと味わいを生み出している。松脂の量は、1ℓ中、1gから5g。松脂は、アンフォラにワインを貯蔵していた時代に、壺口の接着剤として使われていた。レツィーナは大量生産のワインであり、2002年はギリシャのワイン生産量の35%を占めた。アッティカが主要生産地。
- レツィーナ同様に松脂を用いたワインにはロゼもあり、「ロゼのレツィーナ」はコッキネリ（Κοκκινέλι / Kokkineli）という。コザニでは謝肉祭でコッキネリが供される。

## 主要なワイン生産地域

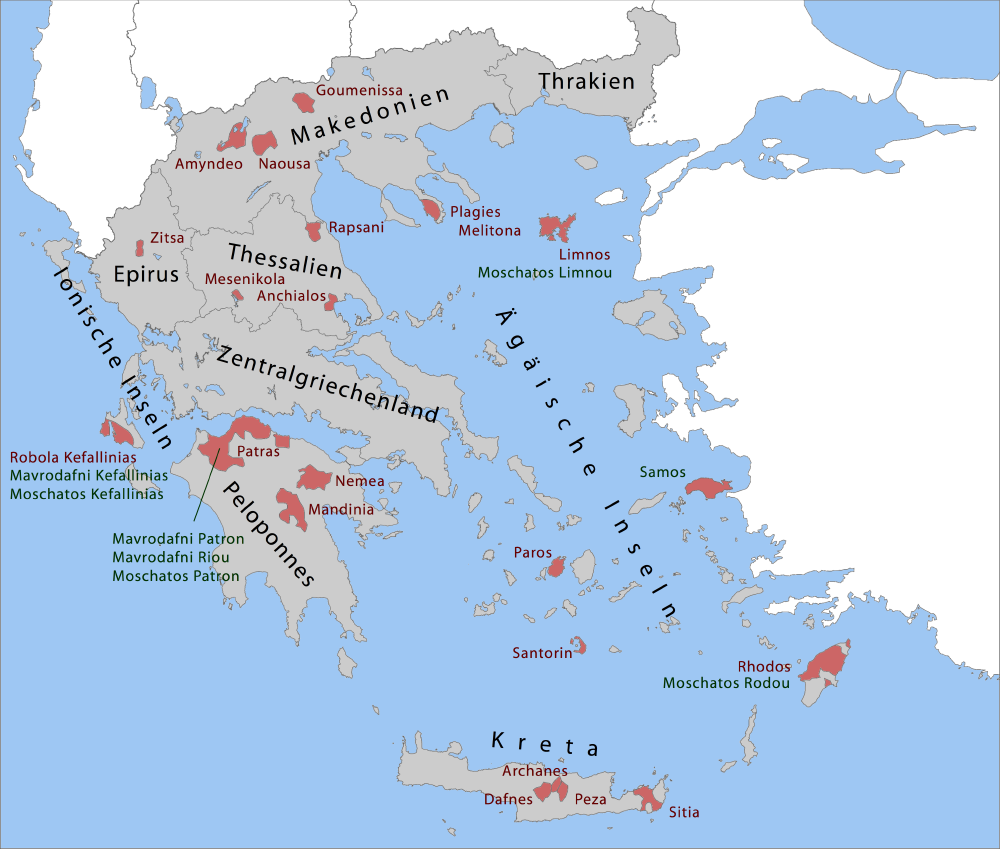
ギリシャ共和国のワイン生産地域（表記はドイツ語）

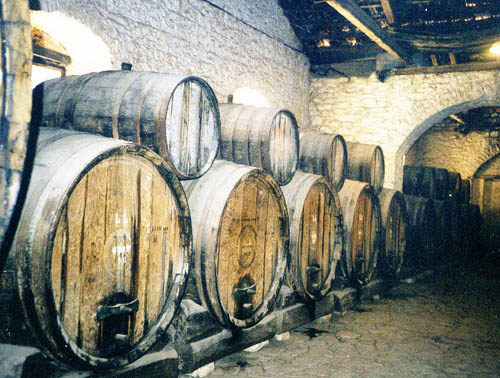
アハイアのワイン醸造所

エーゲ海諸島
- リムノス島
- パロス島
- ロドス島
- サモス島
- サントリーニ島

クレタ島
- アルハネス（イラクリオ県）
- ペザ（イラクリオ県）
- ダフニ（イラクリオ県）
- シティア（英語版）（ラシティ県）

中央ギリシャ・テッサリア
- アッティカ
- メセニコラ（カルディツァ県）
- アンヒアロス（マグニシア県）
- ラプサニ（英語版）（ラリサ県）

イピロス
- ジツァ（英語版）

イオニア諸島
- ケファロニア島

マケドニア
- アミンデオ（英語版）（フロリナ県）
- グメニサ（英語版）（キルキス県）
- ナウサ（英語版）（イマティア県）
- メリトナ（ハルキディキ県）

ペロポネソス半島
- マンディニア（アルカディア県）
- ネメア（コリンティア県）
- パトラ（アハイア県）